# Tunézia
Tunézia (arabul تونس), hivatalosan a Tunéziai Köztársaság (الجمهورية التونسية) Észak-Afrika egy országa; a Magreb régió része. Nyugatról Algéria, délkeletről Líbia határolja.
163 610 km²-es területével az ország körülbelül kétszer akkora, mint Ausztria, de területének mintegy 45%-át a Szahara homokja borítja. Fővárosa és legnagyobb városa Tunisz, amely az ország nevét is adta. A legnagyobb szigete Dzserba (514 km²).
A korai ókor óta a berberek lakták. A föníciaiak a Kr. e. 12. században kezdtek érkezni, és számos települést alapítottak, amelyek közül Karthágó a Kr. e. 7. századra vált a leghatalmasabbá. A terület később a Római Birodalom része lett. A 7. század végére a régiót az arabok hódították meg és azóta az iszlám vallás és művészet a jellemző.
A The Economist magazin által közzétett demokrácia index szerint 2014 és 2020 között Tunézia volt az arab világ egyetlen demokratikus országa. A demokratikus visszaesés után a 2020-as évek elején viszont hibrid rezsimnek minősítik.
Tagja többek közt az ENSZ-nek, a frankofón államoknak, az Arab Ligának, a Mediterrán Uniónak és az Afrikai Uniónak. Szoros gazdasági és politikai kapcsolatokat ápol néhány európai országgal, különösen Franciaországgal és Olaszországgal. Társulási megállapodást  kötött az Európai Unióval  és az Amerikai Egyesült Államok NATO-n kívüli szövetségese.

## Földrajz
Tunézia Észak-Afrikában található, Líbia és Algéria között. A Kis-Szirtisz vagy Gabeszi-öböl partján terül el.
Az ország területének fele a mediterrán tengerparti sávba sorolható (250–500 mm éves csapadékkal), míg a maradék a Szahara része.
Hegyvidékeket általában északon találhatunk; ezt a részt a Tell- és a Szaharai-Atlasz láncai ágazzák be. A klíma itt mérsékelt, enyhe, esős telekkel, és forró, meleg nyarakkal. Tunézia területén mindkét hegység lealacsonyodik, de legmagasabb csúcsa még így is 1544 méter (Dzsebel Sambi). A két hegységet a Medzserda széles és jól megművelt völgye választja el egymástól. Nyáron csak öntözéssel lehet itt a földet művelni.
Az ország középső, Sousse (Szúsza) városától a Gabeszi-öböl közepéig tartó része minden tekintetben más, mint az északi rész. A széles parti síkságot fokozatosan emelkedő platószerű hegyvidék, a Szaharai-Atlasz keleti nyúlványai váltják fel. A csapadék rohamos csökkenése folytán nyoma sincs itt erdőségnek. A legtöbb helyen még a fű is csak kínlódva nő meg. Mégsem kietlen ez a vidék, főleg nem a parti síkság, amelyet az arabok Szahelnek neveznek. Ez az ország gyümölcsöskertje. Olajfák sorakoznak sok kilométer hosszúságban. A vidék száraz ugyan, de a talajvíz olyan magasan van, hogy az olajfák gyökerei elérik. Másik fontos növény a mandulafa.
A sűrűn lakott Dzserba-sziget egy üde pont a déli országrészben. Kútjai bőven ontják az édesvizet. Dúsan termő datolyaligetek és olajfaültetvények jellemzik.
Homoksivatag Dél-Tunéziában található. Sottok egész láncolata választja el az ország többi részétől.

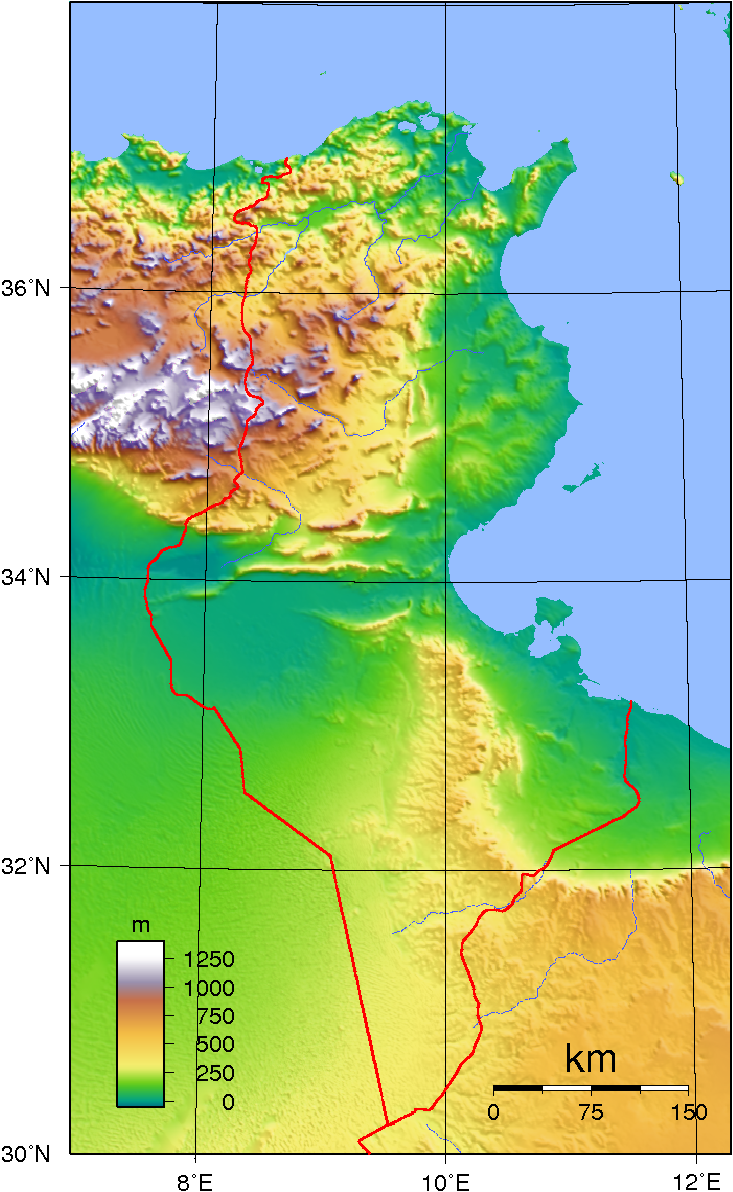
Domborzati térképe
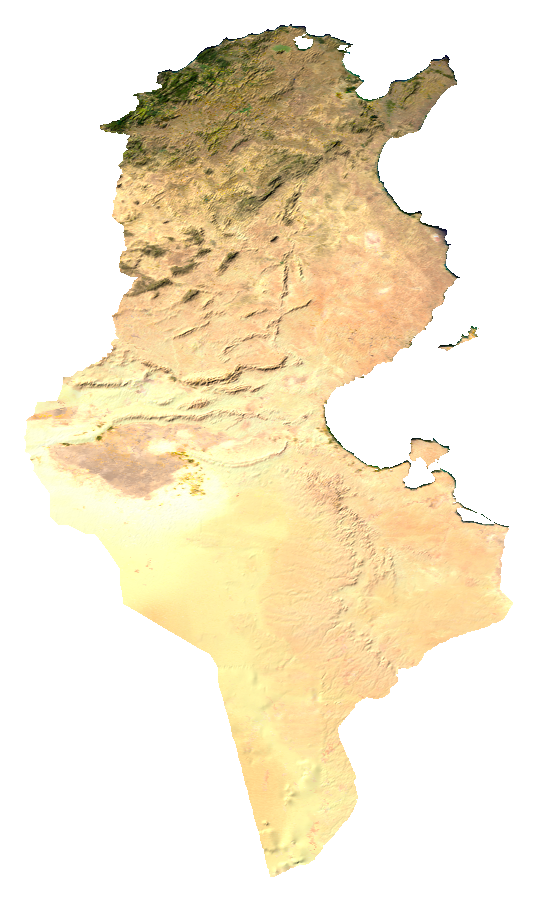
Műholdas kép
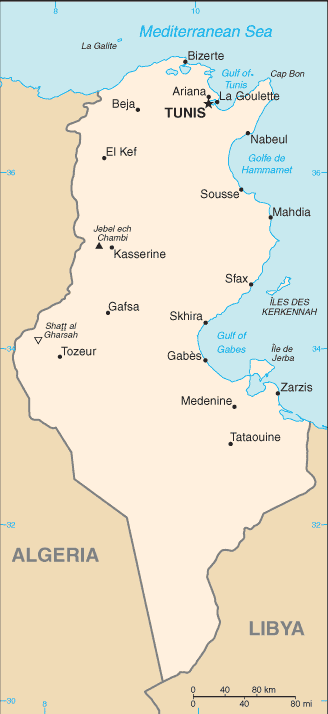
Főbb települések

### Vízrajz
Jellegzetes képződmény a sott (chott). A szó olyan tavat jelöl, amelyik az év legnagyobb részében, vagy akár több éven át is száraz. A mederben földutakat is kijárhatnak az arra járók. Néha viszont jön az eső és a meder megtelik vízzel – rövid időre, míg elpárolog. Ilyen nagy, száraz tavak láncolata húzódik a Szahara északi peremén Algériától a tengerig. Legnagyobb közülük a Sott el-Dzseríd. Környékén sok a források vizéből táplálkozó oázis. A legnagyobb oázis a Tozeur.

### Éghajlata

Éghajlati térkép Köppen osztályozásán. A piros trópusi sivatagi éghajlat

Meleg nyarú mediterrán, szubtrópusi sztyepp és sivatagi éghajlat a jellemző. A leghidegebb hónap középhőmérséklete 9-11 °C, a legmelegebbé 26-32 °C között változik. A hőmérséklet abszolút maximuma a sivatagos területeken meghaladja az 50 °C-ot, de másutt is 44-50 °C-ig emelkedik. A hőmérséklet abszolút minimumai mindenütt fagypont alá süllyednek, -1, -7 °C között változnak. Az évi csapadék a Földközi-tenger partvidékén 400–700 mm, az ország déli, sivatagi vidékén nem éri el a 100 mm-t. A csapadék legnagyobb része a téli félévben hull le. A nyár száraz, Tuniszban például csupán 4 mm a júliusi átlagos csapadék. 
A Szahara északi peremén fekvő Kebili oázisban 55,0 °C-ot mértek 1931. július 7-én, amely Tunézia és egyben Afrika legmagasabb hivatalosan mért hőmérséklete.

### Élővilág, természetvédelem
Tunézia északi részén, a tengerparton és az Atlasz-hegység nyúlványain paratölgy, olajfa és örökzöld pisztácia jellemezte keménylombú erdők, magasabban aleppóifenyő alkotta mediterrán tűlevelű erdők nőnek. A hegyvidék déli oldalán föníciai borókából álló száraz cserjések és alfafű alkotta gyepek vezetnek át a sivatagba. 
A keleti partvidék természetes növénytakaróját csaknem teljesen kiirtották, helyén száraz, cserjés, gyéren füves növényzet alakult ki. A sivatag jellemző törpecserjéi a keserűfűfélék, a karfiolcserje és a napvirág. A sós talajú területeken, a sottok vidékén sótűrő növényzet van, ballagófű, sóballa, sóvirág fajokkal. 
A vádikat tamariskacserjések kísérik. A sivatagot datolyapálmás oázisok szakítják meg.
Állatvilága jellegzetesen mediterrán, beszűrődő afrikai elemekkel.

#### Nemzeti parkjai
- Bouhedma Nemzeti Park
- Boukornine Nemzeti Park
- Chambi Nemzeti Park
- El Feidzsa Nemzeti Park
- Iskul Nemzeti Park

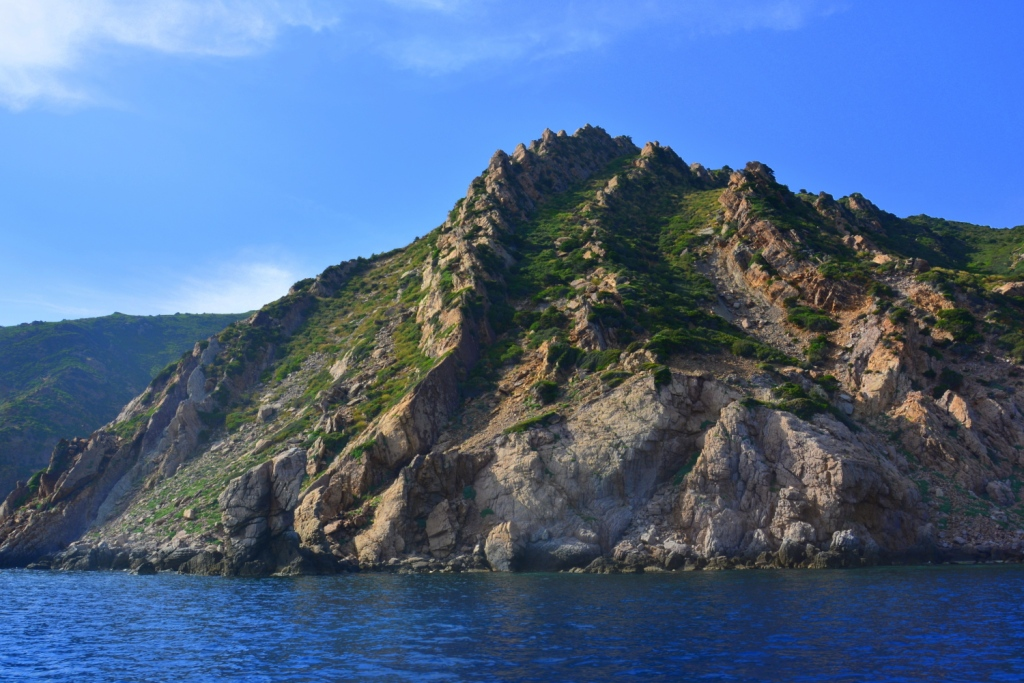
Zembra

- Dzsebel Chitana-Cap Négro Nemzeti Park
- Dzsebel Orbata Nemzeti Park
- Dzsebel Serj Nemzeti Park
- Dzsebil Nemzeti Park
- Szidi Toui Nemzeti Park
- Zembra és a Zembretta-szigetek Nemzeti Park

A következő parkok a bioszféra-rezervátum részei is: Bouhedma, Chambi, Ichkeul, Zembra és a Zembretta-szigetek.

#### Természeti világörökségei
Az UNESCO világörökséggé nyilvánította az Iskul Nemzeti Parkot 1980-ban.

## Történelem

### Ókor

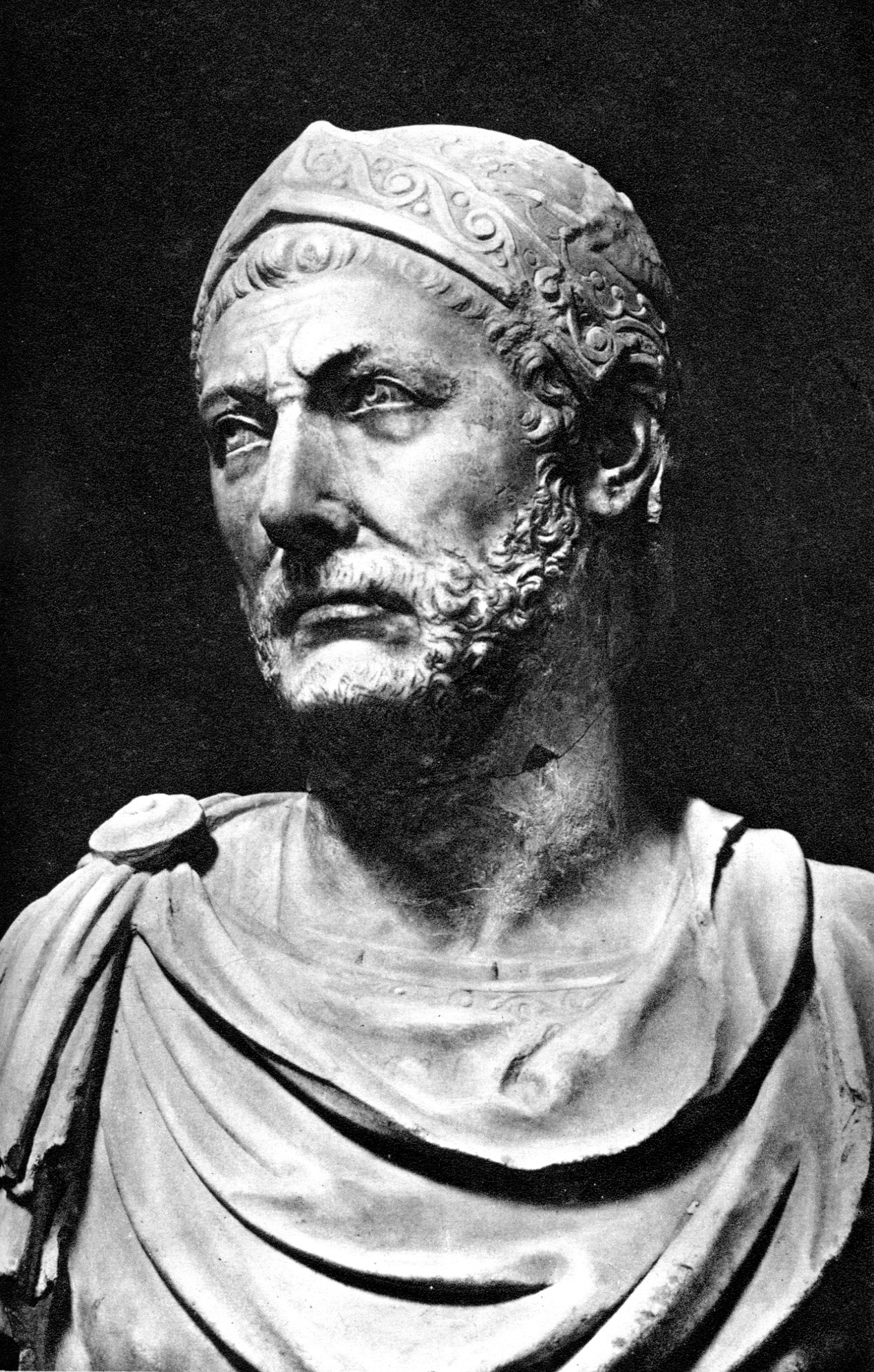
Hannibál Barkasz karthágói politikus, hadvezér. A második pun háborúban átkelt seregével az Alpokon. Itáliában sorra tönkreverte az ellene támadó rómaiakat, míg végül Karthágó védelmére vissza kellett térnie Afrikába, ahol vereséget szenvedett Scipio Africanus Maiortól

Római amfiteátrum El Djem-ben (2016)

Tunézia első lakói a berber törzsek voltak, akik mára már csupán a lakosság töredékét képezik. A Krisztus előtti tizedik században föníciaiak telepedtek le. Karthágót a Kr. e. 8. században alapította a mai Libanon területéről érkezett nép. A vallásuk és kultúrájuk föníciai és kánaánita eredetű.
A legenda szerint Dido királynő alapította a várost. Karthágó lakói a közép-keleti isteneket tisztelték, mint például Baált és Tanitot.
A város a Kr. e. 6. században a térség központjává vált. Noha a rómaiak a településre egyszerűen csak punként vagy föníciaiként hivatkoztak, valójában világosan látható, hogy a Földközi-tenger nyugati medencéjének más föníciai települései függetlenek voltak Karthágótól. Az Itália elleni nevezetes inváziót a karthágói Hannibál vezette a második pun háború során. Ez kis híján megakadályozta a Római Birodalom további terjeszkedését. A várost a harmadik pun háború során Róma leigázta, az időszámításunk előtti második évszázadban. Ettől fogva Róma éléskamrája volt. Az 5. században egy időre a vandálok tartották uralmuk alatt, majd visszakerült immáron a Bizánci Birodalom kötelékébe (Afrikai Exarchátus).

### Középkor

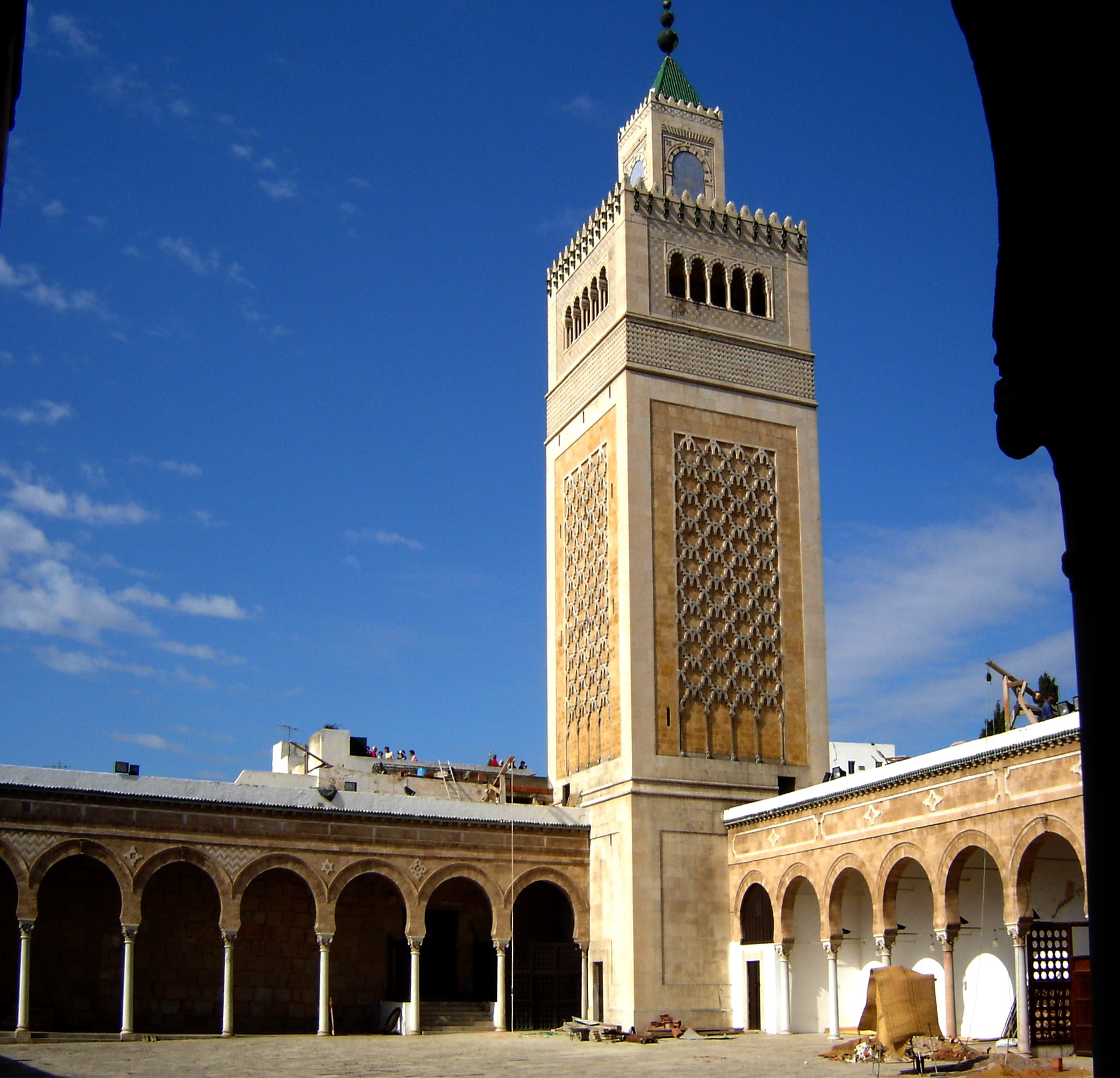
Al-Zaytuna mecsete

A 7. században arab muszlimok hódították meg Tunéziát. Ettől fogva egymást követő muszlim dinasztiák irányították az országot, amely életének nyugalmát berber lázadások zavarták meg. Az Aglabidák és Zírida-dinasztia uralkodása alatt Tunézia virágzott. A partokat ideiglenesen a szicíliai normannok tartották uralmuk alatt a 12. században. 1159-ben az országot meghódították az Almohádok. Őket a berber Hafsida-dinasztia (kb. 1230–1574) követte. Az ő uralkodásuk végén a part menti városokat Spanyolország szerezte meg, de a törökök hamar visszahódították. Török kori vezetői – a bejek vagy bégek – alatt Tunézia gyakorlatilag független volt.

### Újkor és legújabb kor
A Husseintől származó bejek dinasztiája 1705-től 1957-ig vezette az országot. A késői 16. századtól a partvidék életében fontos szerepe volt a kalózkodásnak.

#### Francia protektorátus
Az 1800-as évek derekán az állam meggyengült. A bejek sorozatosan hoztak hibás döntéseket, amik a katasztrófa felé vezették Tunéziát. Franciaországban már felvetődött Tunézia meghódításának lehetősége, amikor a bej – modernizációs célokkal – hatalmas kölcsönt vett fel tőle. Nem sokkal később Tunéziából Algéria ellen portyákat indítottak, ami meggyorsította a francia döntést.
1878-ban titkos megállapodás jött létre Nagy-Britannia és Franciaország között, amely eldöntötte az afrikai állam további sorsát. Annak ellenében, hogy Franciaország belenyugodott Ciprus angol meghódításába, a brit kormány hozzájárult, hogy Tunézia francia fennhatóság alá kerüljön. Franciaország 1880-ban támadott, és Tunézia 1881. május 12-én francia protektorátus lett.

#### A második világháború
A második világháborúban Tunézia a Vichy-Franciaország gyarmata volt. A német és olasz csapatok felvonulási területe lett a líbiai hadjáratban. 1942–43-ban az ellentámadás során Tunéziában találkoztak az Egyesült Királyság és az Amerikai Egyesült Államok hadműveletei. A szövetségesek legyőzték Rommel német és olasz csapatait, és kiszorították őket Tunéziából.

#### Függetlenség
Az ország a függetlenségét 1956-ban szerezte vissza. A bej rövid időre újfent hatalomhoz jutott, azonban Habib Burgiba vezetésével lemondásra kényszerítették. Az új elnök (aki korábban miniszterelnök volt) mély politikai és társadalmi változásokat indított el.
Burgiba az iszlám vallásban visszatartó erőt látott. A vallási vezetők társadalmi súlyát csökkentette, hogy eltávolította őket az oktatásból és az igazságszolgáltatásból. Felszámolták a saría bíróságokat, a templomokat és a vallási intézményeket támogató személyek vagyonát elkobozták. Ez a politika végül a vallásos lakosság zavargásait váltotta ki. 1987-ben Zín el-Ábidín ben Ali belügyminiszter kijelentette, hogy Burgiba mentálisan alkalmatlan feladatára, és nyugalomba vonultatta egy palotába Monasztir városán kívül.
Ben Ali gyorsan lecsendesítette az iszlám ellenzéket azzal, hogy Mekkába zarándokolt, és a Ramadán ünnepét szigorúan betartandónak rendelte el. Hirtelen megszerzett hatalmát saját pártja is ellenezte. A fő ellenzéki párt távol maradt az 1994-es parlamenti választásoktól, így a szavazatok 1%-át kapta Ben Ali 97,7%-ával szemben. Ezzel a Nemzetgyűlésben 10 képviselői helyet szerzett az ellenzék.
Ben Ali nyugatbarát, de diktatórikus hatalma megosztotta a tunéziaiakat, míg a magas munkanélküliség és a korrupció következményeként lakossági tüntetéssorozat kezdődött, amely aztán arab tavasz néven vonult be a történelembe és végigsöpört az arab világon. Ben Ali 2011. január 14-én lemondott, és Tunéziában békés úton demokratikus kormány alakult.

## Politika és közigazgatás
Tunézia parlamentáris köztársaság.

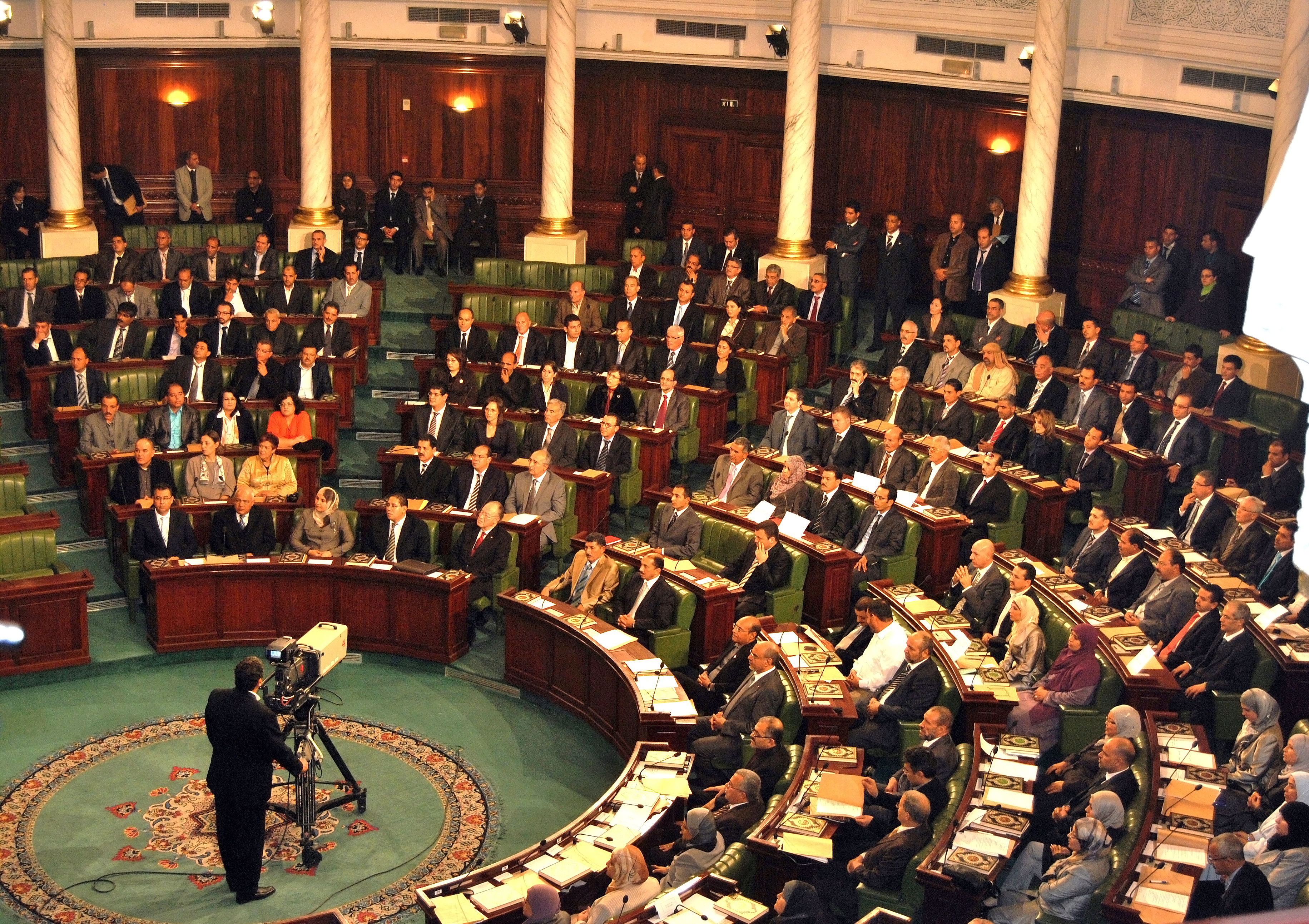
Képviselők az alkotmányozó nemzetgyűlés épületében, Bardo palota, Tunisz

2014 és 2020 között az Economist Intelligence Unit alapján az arab világ egyetlen demokratikus államának számított, a 2021-es indexben viszont már hibrid rezsimnek minősítették.
A tunéziai jogrendszert erősen befolyásolja a francia polgári jog, míg a személyi jog az iszlám jogon alapul. A saría bíróságokat megszüntették.
A 2014-es alkotmánya értelmében Tunézia politikai intézményei félelnöki rendszerben működnek. A köztársasági elnök és a kormány elnöke (miniszterelnöke) megosztja a végrehajtó hatalmat. A miniszterelnöki tárca a belpolitikára fókuszál, a közvetlenül választott elnök pedig külpolitikával, védelemmel és nemzetbiztonsággal foglalkozik. Az összetett hatalommegosztási rendszerben az elnöknek konzultálnia kell a kormánnyal szakpolitikai területein. A törvényhozó hatalom a parlamenté, a Népi Képviselők Gyűlésé (Assemblée des Représentants du Peuple, ARP).

### A 2011-es forradalom előtt

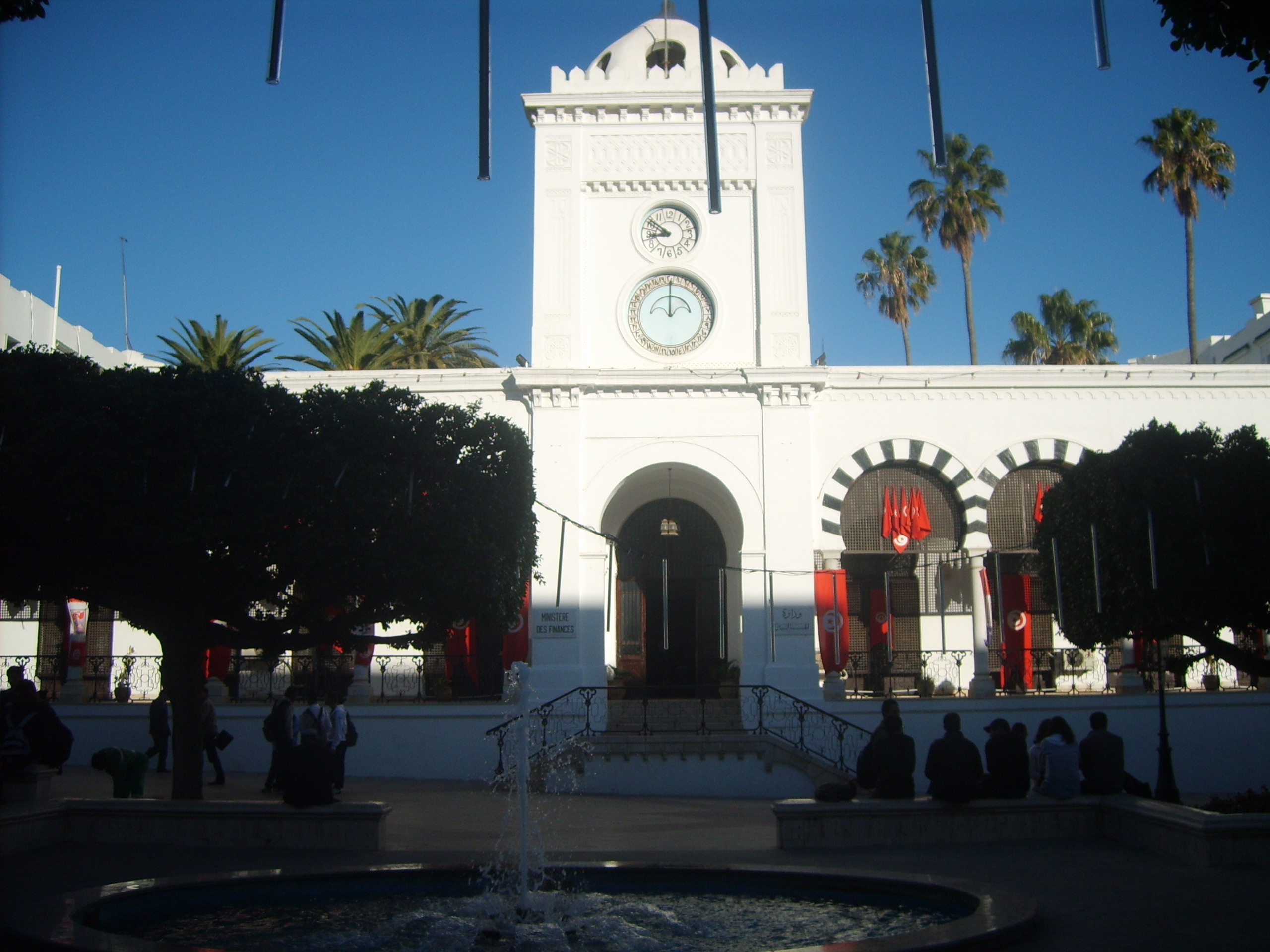
A Pénzügyminisztérium épülete Tuniszban

Zín el-Ábidín ben Ali elnök 1987 és 2011 között volt hivatalban, miután a korábbi elnök, Habib Burgiba visszavonulásra kényszerült. Az alkotmányt kétszer is módosították maradásának érdekében: először kettőről három ciklusra, majd háromról öt ciklusra emelték meg az elnök újraválaszthatóságát. A kormányzó párt a Demokrata Alkotmányos Gyűlés volt, amely az egyetlen legális párt volt 25 évig.
Az elnököt ötéves ciklusra választották – gyakorlatilag erős ellenfél nélkül rendszerint Ben Ali győzött –, majd pedig az ő feladata volt a miniszterelnök és a kormány kijelölése. A regionális helytartókat és helyi adminisztrátorokat szintén központilag határozták meg.

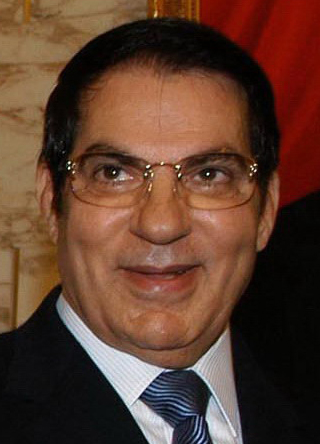
Zín el-Ábidín ben Ali volt tunéziai köztársasági elnök

Tunézia törvényhozó testülete 2005-ig egykamarás, 2005–2011 között kétkamarás volt. Az alsóház 182 képviselő számára kínált helyet. Ebből húsz százalék volt az ellenzék számára fenntartva. Az utóbbi jelentős szerepet játszott, ha egy terület tanácskozott, soha nem indított új törvényjavaslatot, és gyakorlatilag kisebb változtatásokkal mindig elfogadta a kormányzó párt által előterjesztett javaslatokat. Hat olyan ellenzéki párt is létezett, aminek gyakorlati jelentősége nem volt. A tunéziai demokrácia legnagyobb hiányossága a szabad ellenzéki vélemény jogának hiánya volt. A más véleményen lévő embereket rutinosan gátolták: elegendő volt látogatást tenniük egy tiltott weblapon, és máris bűncselekményt követtek el. Az ország csak és kizárólag cenzúrázott internet-hozzáférést engedélyezett a lakói számára. Ez a cenzúra is az ellenzék meggátolására szolgált: a hatalommal szemben álló, vagy éppenséggel a kormányt kritizáló francia weboldalak megtekintése tiltott (akárcsak a pornográf oldalaké).
1987-ben az Iszlám Irányzat Mozgalmából származó fenyegetés adta az ürügyet Zín el-Ábidín ben Ali számára, hogy vérontás nélküli módon kerüljön hatalomra (Lásd: Története/Legutóbbi történelem). Ettől kezdve Ben Ali igen erőszakos politikát folytatott a fundamentalistákkal szemben, de nehéz meghatározni a siker mértékét egy olyan nemzetben, ahol sok minden titkosnak tekinthető.
Ben Ali elnök vezetése alatt Tunézia hosszú távú politikájának többek közt fontos pontja volt a nyugati világgal, illetve Európával való jó kapcsolatok ápolása, és az arab valamint afrikai területi csoportosulásokban való aktív szerepvállalása.
Habib Burgiba volt az első arab vezető, akit felszólítottak arra, hogy ismerje el Izrael állam jogos létezését (1965-ben, egy Jerikóban elhangzott beszéd során.) Az ország az Arab Liga központja volt 1979 és 1990 között. Az ország következetesen higgadt módon vett részt a nyugodt légkörű Közép-Keletért folytatott tárgyaláson. 1993-ban Tunézia – az első arab államként – vendégül látott egy hivatalos izraeli delegációt ennek eredményeként, és az izraeli állampolgárok szabadon utazhatnak be Tunéziába (izraeli útlevéllel). Ezzel Tunézia elismerte Izraelt.

### Törvényhozás, végrehajtás, igazságszolgáltatás a 2011-es forradalom után
Az arab tavasz elsöpörte a diktatúrát. A tiltakozáshullámot az váltotta ki, hogy egy utcai árus 2010-ben felgyújtotta magát. Az első szabad választásokon Moncef Marzoukit választották elnöknek. A saríán alapuló jogrendet eltörölték, megteremtve ezzel a szekuláris államot. 2013-ban meggyilkolták az egyik vezető politikust, Chokri Belaidot. A szélsőségesek ezt követően több terrortámadást is elkövettek, de a demokratikus átalakulást nem tudták visszafordítani.
A választásokon minden húszéves kor feletti[forrás?] tunéziai állampolgár részt vehet. A polgármestereket és a települési tanácsokat helyi népszavazások útján választják. Az igazságszolgáltatás független. A hadsereg hivatásos, és politikai célokat nem szolgál.
A 2011-es első szabad választásokat követően törvényhozó hatalommal az alkotmányozó nemzetgyűlés bírt, amelynek fő feladata az új tunéziai alkotmány kidolgozása és megszavazása volt. Az alkotmány elfogadása után az alkotmányozó nemzetgyűlést 2014. október 26-án a népi közgyűlés váltotta. A Tuniszban ülésező egykamarás közgyűlésnek 217 képviselője van, akiket öt évre választanak meg. Tunéziában általános választójog van érvényben, minden 18. életévét betöltött tunéziai állampolgár szavazhat.
A végrehajtó hatalom az alkotmány értelmében a köztársasági elnök és a kormányfő által vezetett kormány között oszlik meg. Az elnök az állam feje és az ország egységének jelképe. Az elnököt a nép ötévente közvetlenül választja meg. Az elnök határozza meg az ország kül- és védelmi politikáját és ő a hadsereg főparancsnoka. A kormányfő hatásköre Tunézia belpolitikájára terjed ki, az elnökkel együtt képviseli Tunéziát belföldön és külföldön is. Az előző elnök, Bedzsi Kaid esz-Szebszi 2019-es halála óta az ideiglenes elnök Mohamed Ennaszer, a kormányfő 2016 óta Jusszef Sahíd.

#### Nemzetközi kapcsolatok
Tunézia vitatja a líbiai felségterületet tőle elválasztó tengeri határt. Málta és Tunézia egyezkedik a tengeri területek gazdasági kihasználásának jogán, részben az ott megtalálható olaj miatt.

### Politikai pártok
Tunéziában a tunéziai alkotmány értelmében többpártrendszer van. A 2019-es parlamenti választáson 220 regisztrált politikai párt indult.
A 2019-es választások óta a legnagyobb párt a mérsékelt iszlamista Ennahda Mozgalom (Újjászületés Mozgalom), ezt követi a Kalb Túnisz (Tunézia szíve).

### Közigazgatási beosztás
Tunézia 24 kormányzóságra van osztva. Ezek az alábbiak:
| Key | Kormányzóság | Népesség (2014) | Terület (km²) | Népsűrűség |
| --- | ------------ | --------------- | ------------- | ---------- |
| 1   | Arjána       | 576,088         | 482           | 1,195      |
| 2   | Béja         | 303,032         | 3,740         | 81         |
| 3   | Ben Arúsz    | 631,842         | 761           | 830        |
| 4   | Bizerte      | 568,219         | 3,750         | 151        |
| 5   | Gabès        | 374,300         | 7,166         | 52         |
| 6   | Gafsza       | 337,331         | 7,807         | 43         |
| 7   | Jendouba     | 401,477         | 3,102         | 129        |
| 8   | Kairouan     | 570,559         | 6,712         | 85         |
| 9   | Kasserine    | 439             | 8,260         | 53         |
| 10  | Kebili       | 156,961         | 22,454        | 7          |
| 11  | Kef          | 243,156         | 4,965         | 49         |
| 12  | Mahdia       | 410,812         | 2,966         | 138        |
| 13  | Manouba      | 379,518         | 1,137         | 334        |
| 14  | Medenine     | 479,520         | 9,167         | 52         |
| 15  | Monastir     | 548,828         | 1,019         | 538        |
| 16  | Nabeul       | 787,920         | 2,788         | 282        |
| 17  | Szfax        | 955,421         | 7,545         | 126        |
| 18  | Sidi Bouzid  | 429,912         | 7,405         | 58         |
| 19  | Siliana      | 223,087         | 4,642         | 48         |
| 20  | Sousse       | 674,971         | 2,669         | 253        |
| 21  | Tataouine    | 149,453         | 38,889        | 4          |
| 22  | Tozeur       | 107,912         | 5,593         | 23         |
| 23  | Tunis        | 1,056,247       | 288           | 3,052      |
| 24  | Zaghouan     | 176,945         | 2,820         | 63         |

## Népesség

### Népességének változása

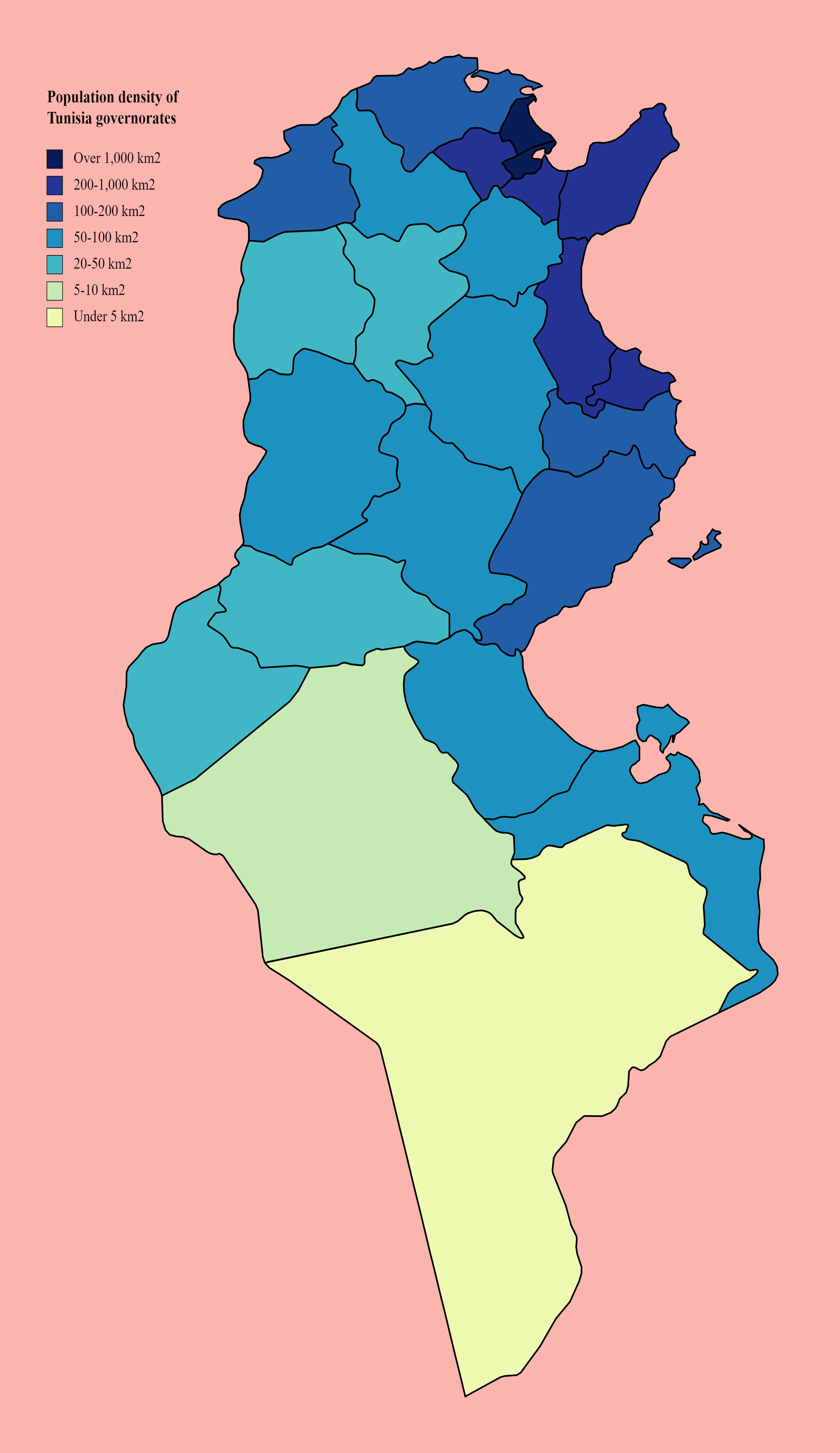
Tunézia népsűrűsége 2014-ben

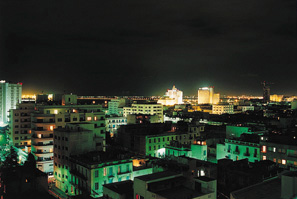
Tunisz éjszaka

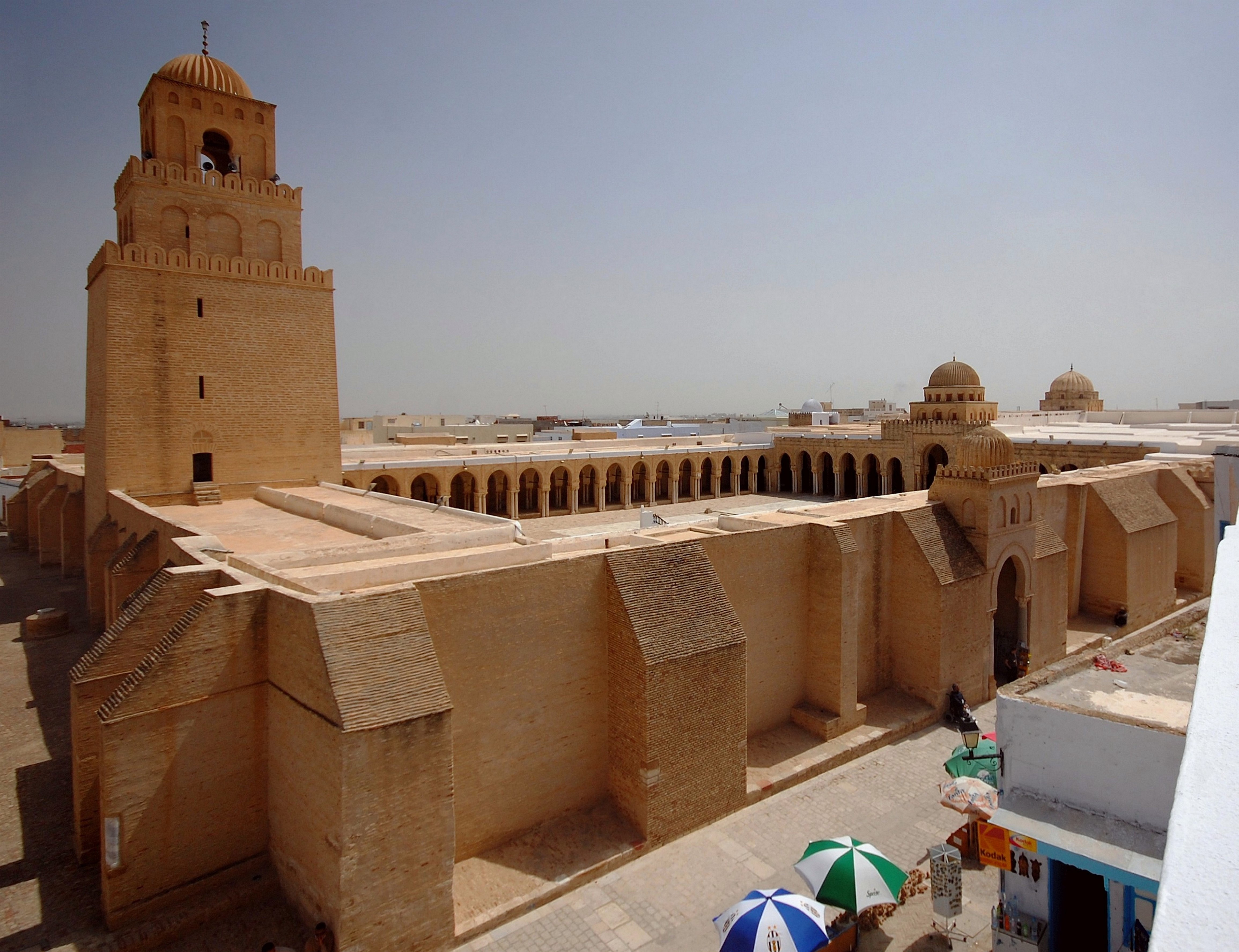
Kairouan Nagy Mecsete

| Lakosok száma | 10 982 754 | 11 304 500 | 11 532 127 | 11 565 204 |
|               | 2014       | 2016       | 2017       | 2018       |

### Általános adatok
- A népesség megoszlása kor szerint (2006-os becslés):
  - 0-14 éves: 24,6% (férfi 1,29 M / nő 1,21 M)
  - 15-64 éves: 68,6% (férfi 3,5 M / nő 3,47 M)
  - 65 éves vagy idősebb: 6,7% (férfi 327 e / nő 358 e)
- Átlag életkor:
  - Teljes népesség: 27,8 év
  - Férfi: 27,3 év
  - Nő: 28,3 év
- Természetes szaporulat: 0,99%

### Etnikai megoszlás

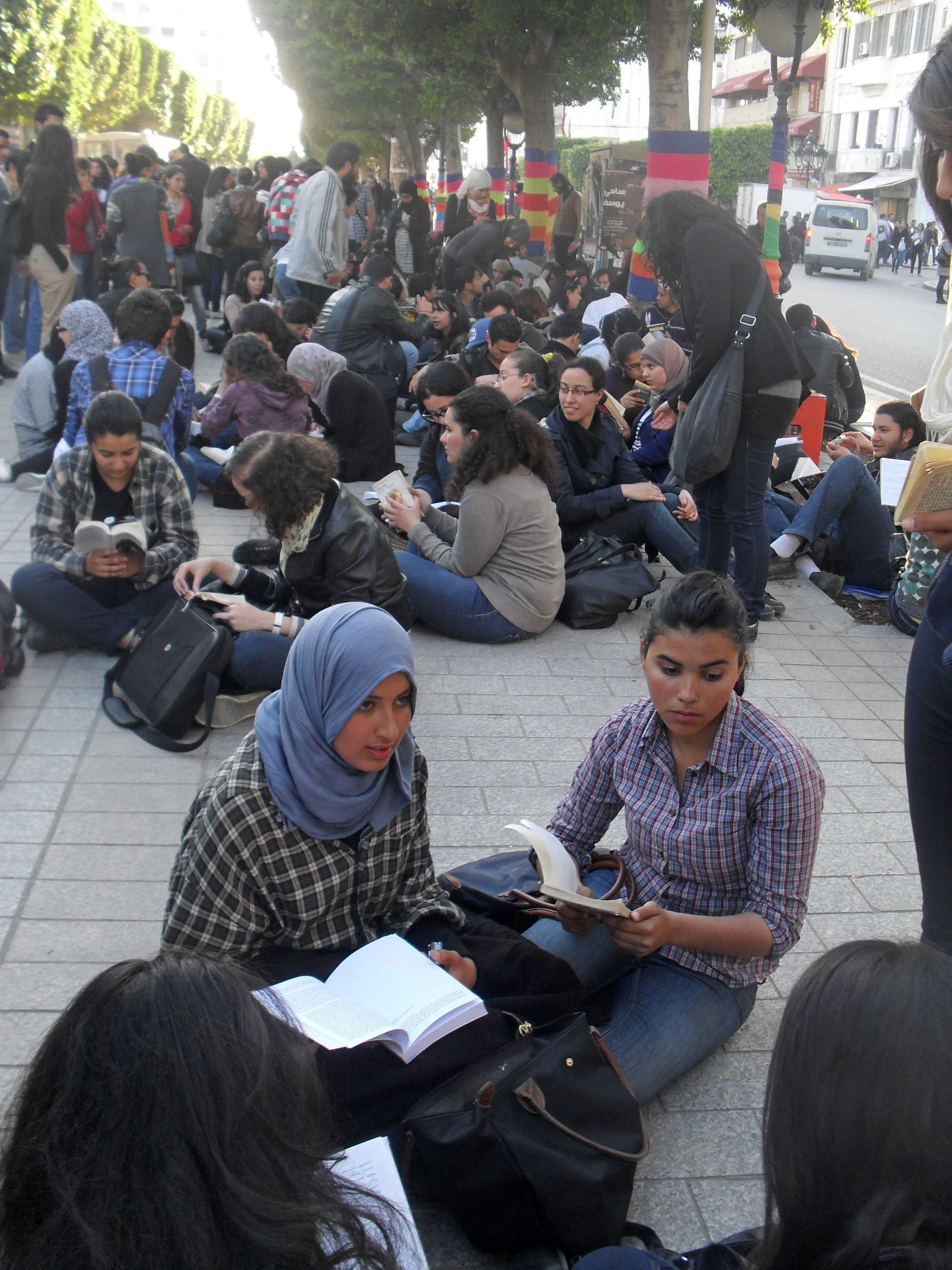
Tunéziai fiatalok

Habár a lakosság nagy többsége önmagát arabnak tekinti, a genetikai állomány csupán 20%-a ilyen eredetű, jelentős europid vérvonal van a tunéziaiakban. Az elmúlt évezredek során számos nép hagyta nyomát Tunézián: a berberek, a föníciaiak, a rómaiak, a vandálok, az arabok, az oszmánok, a franciák, a mórok és a zsidók.
A CIA 2010-es évekbeli adatai alapján az etnikai megoszlás:
- arab 98%
- európai 1%
- más 1%

A 19. század végétől a második világháború utáni időszakig Tunéziában nagyszámú francia és olasz populáció élt, bár szinte mindegyikük, a zsidó lakossággal együtt, Tunézia függetlenné válása után távozott. A tunéziai zsidók története mintegy 2000 évre nyúlik vissza. 1948-ban a zsidó népességet 105 ezer főre becsülték, 2013-ra azonban csak körülbelül ezren maradtak.

### Nyelvi megoszlás
A hivatalos nyelv az arab, azon belül is a tunéziai arab, amely az arab nemzeti, népi változata, amelyet az itteniek használnak. A berber nyelveket beszélők is vannak.
A francia a tunéziai társadalomban is nagy szerepet játszik, annak ellenére, hogy nincs hivatalos státusza. Széles körben használják az oktatásban (pl. a középiskolákban a természettudomány tannyelveként), a sajtóban és az üzleti életben. Az olaszt a tunéziai lakosság kis része érti és beszéli.

### Vallási megoszlás
A lakosság zöme (99%) szunnita iszlám vallású. Vallási eredetű háborúra, megkülönböztetésre nincs példa. A délen található Dzserba-szigeten 2000 éve megtalálható egy izraelita csoport, de ennek létszáma erősen lecsökkent. Napjainkban a zsidókat főleg a fővárosban találhatjuk meg. Nem jelentős csoportot képeznek még a keresztények.

## Gazdaság

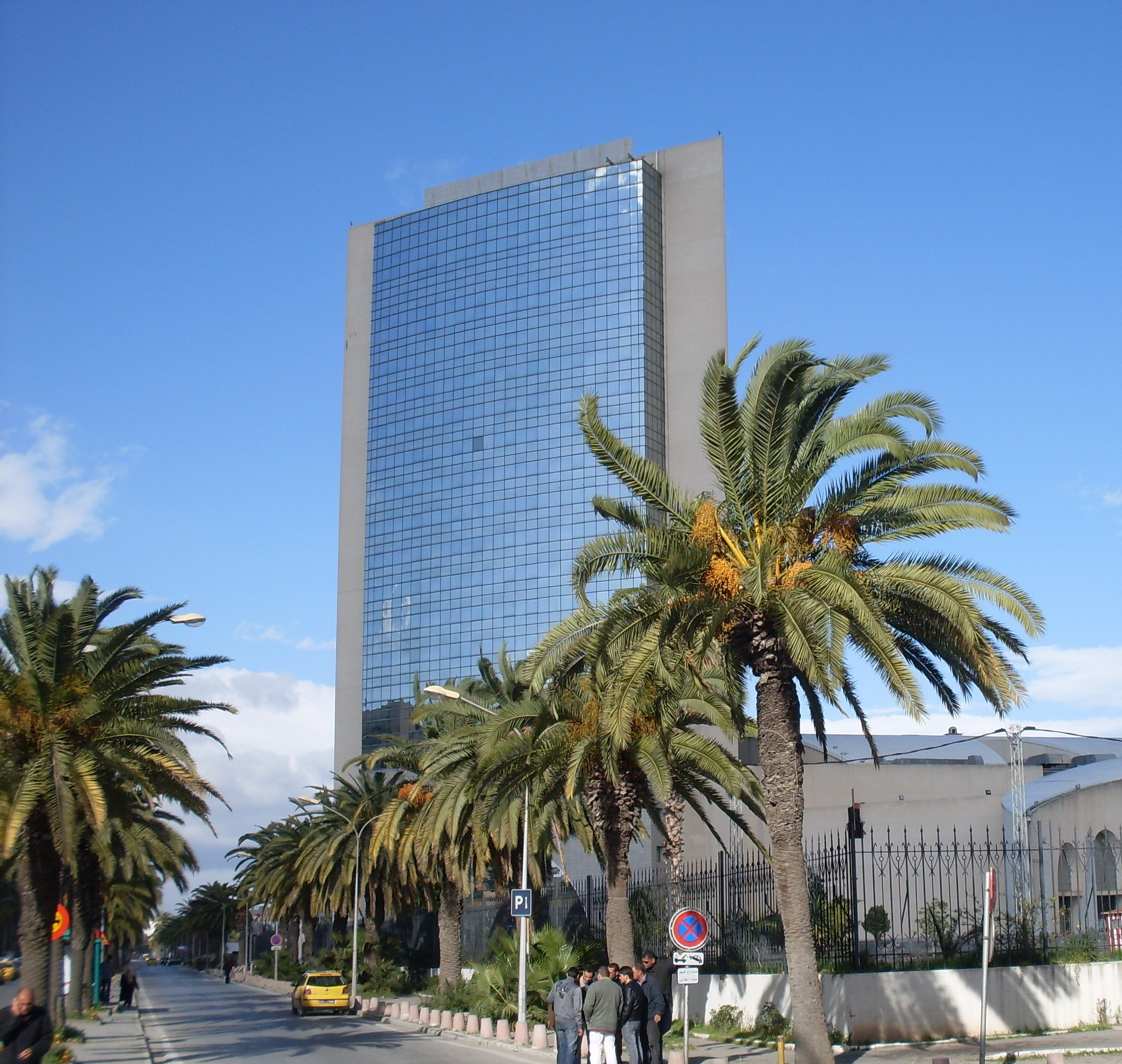
Tunisz az ország gazdasági központja

### Általános adatok

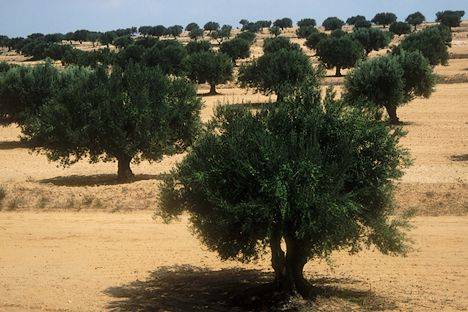
Olajfaliget, Sfax

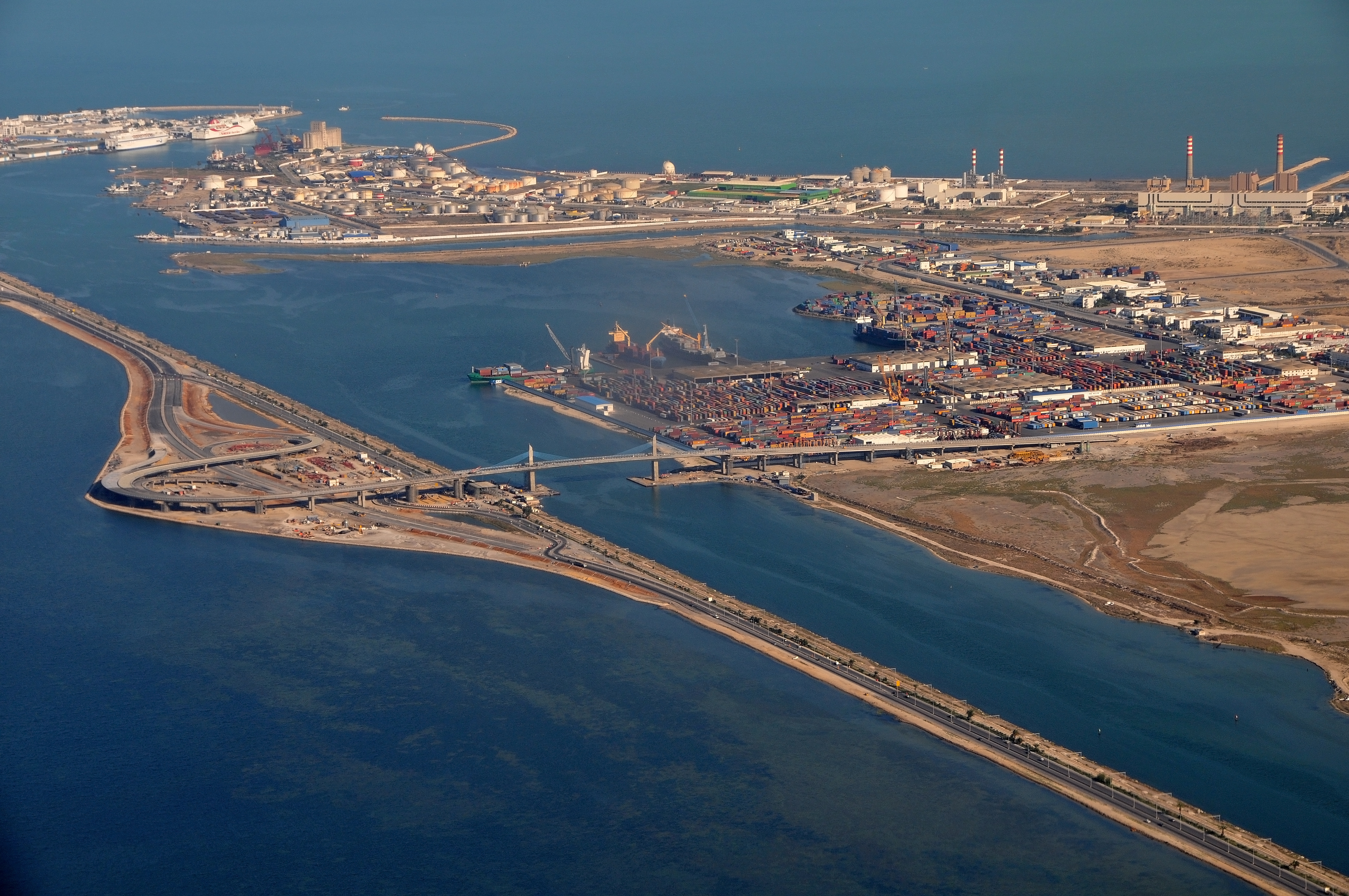
Radés kikötője a főváros közelében

Tunézia gazdasága változatos, egyaránt megtalálható benne a mezőgazdaság, a bányászat, az ipar és a szolgáltatás is. Az utóbbi időben a privatizáció növekedett, a magánszféra jelentősége nőtt. A kormányzat egyszerűsítette az adózási rendszert, és barátságosabb a hozzáállása az adósságokhoz. A szilárd gazdaságban a kereskedelem és a turizmus jelentősége nagy. 1998. március 1-jén hatályba lépett egy olyan egyezmény Tunézia és az Európai Unió között, amelynek értelmében az országnak a következő évtizedben fokozatosan meg kellett szüntetni a kereskedelmi akadályokat közte és az EU között. A szélesebb körű privatizáció elősegíti a külföldi beruházások megjelenését. Minthogy az Európai Unióval bonyolítja külkereskedelme zömét, 2008-ban szabadkereskedelmi megállapodást kötött vele.

### Gazdasági ágazatok

#### Mezőgazdaság
Tunézia mezőgazdaságának vezető ága a földművelés, mely nagyjából fedezi az itteni szükségleteket. Legfontosabb terményei a búza, árpa, burgonya, szőlő, narancs és a zöldségfélék valamint az olajbogyó, a sivatagi oázisokban pedig a datolya.
Az állattartás: a csapadékosabb területeken a szarvasmarha, míg a szárazabb területeken a juhok és a kecskék legeltetése.

#### Ipar
Az ország ásványkincsekben gazdag, amelyek közül a foszfát világgazdasági jelentőségű, de található itt kőolaj, földgáz és vasérc is. Az itt bányászott termékek egy részét a helyi ipar használja fel (például a műtrágya-, kénsavgyártás, kohászat, acélgyártás), míg másik részét exportálják. A feldolgozóipart főként a textilipar, valamint az összeszerelő üzemek (hajógyártás, autóösszeszerelés) képviselik, de fejlődik az elektronikai és az elektrotechnikai ipara is. Emellett keresettek a hagyományos kézműipari termékei is; kerámia, bőráru és a szőnyegek.

#### Külkereskedelem
Főbb külkereskedelmi partnerek 2019-ben
- Export:  Franciaország 29%,  Olaszország 17%,  Németország 13%
- Import:  Franciaország 17%,  Olaszország 16%,  Németország 8%,  Kína 8%,  Algéria 7%

Főbb árucikkek:
- Export: szigetelt vezetékek, ruházat, nyersolaj, olívaolaj, járműalkatrészek
- Import: finomított kőolaj, földgáz, járművek stb.

## Turizmus

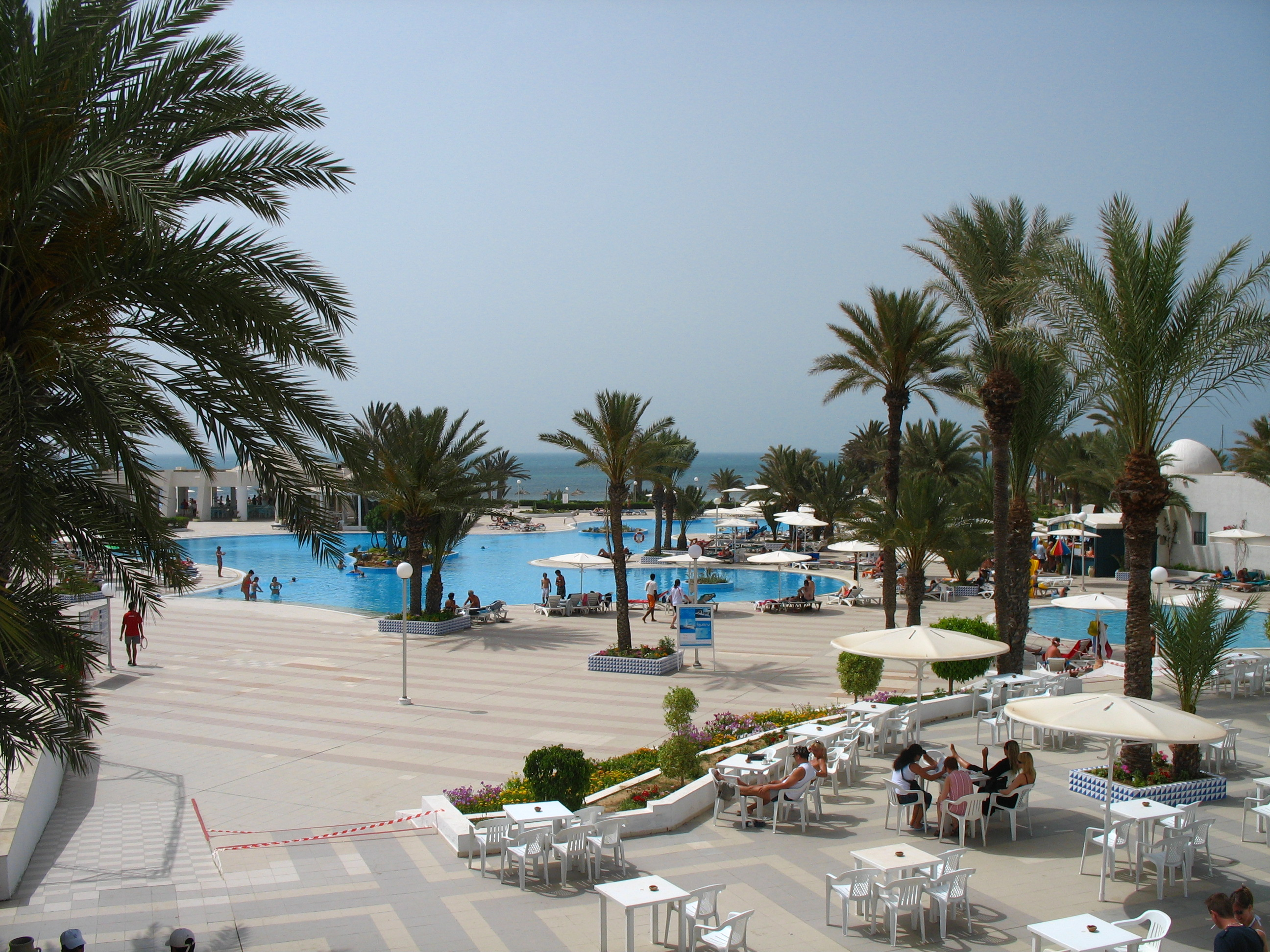
Dzserbai szálloda udvara

Tunézia az 1970-es években nyitott a turizmus előtt. Az észak-afrikai méretekben kis ország a legjelentősebb turizmussal rendelkező afrikai országok közé emelkedett.
Az idegenforgalom túlnyomó része a tengerpartra koncentrálódik. A Földközi-tenger partjainak teljes hosszában turisztikai zónákat alakítottak ki. A tömegturizmusra alapozva szállodaláncok épültek.

## Közlekedés

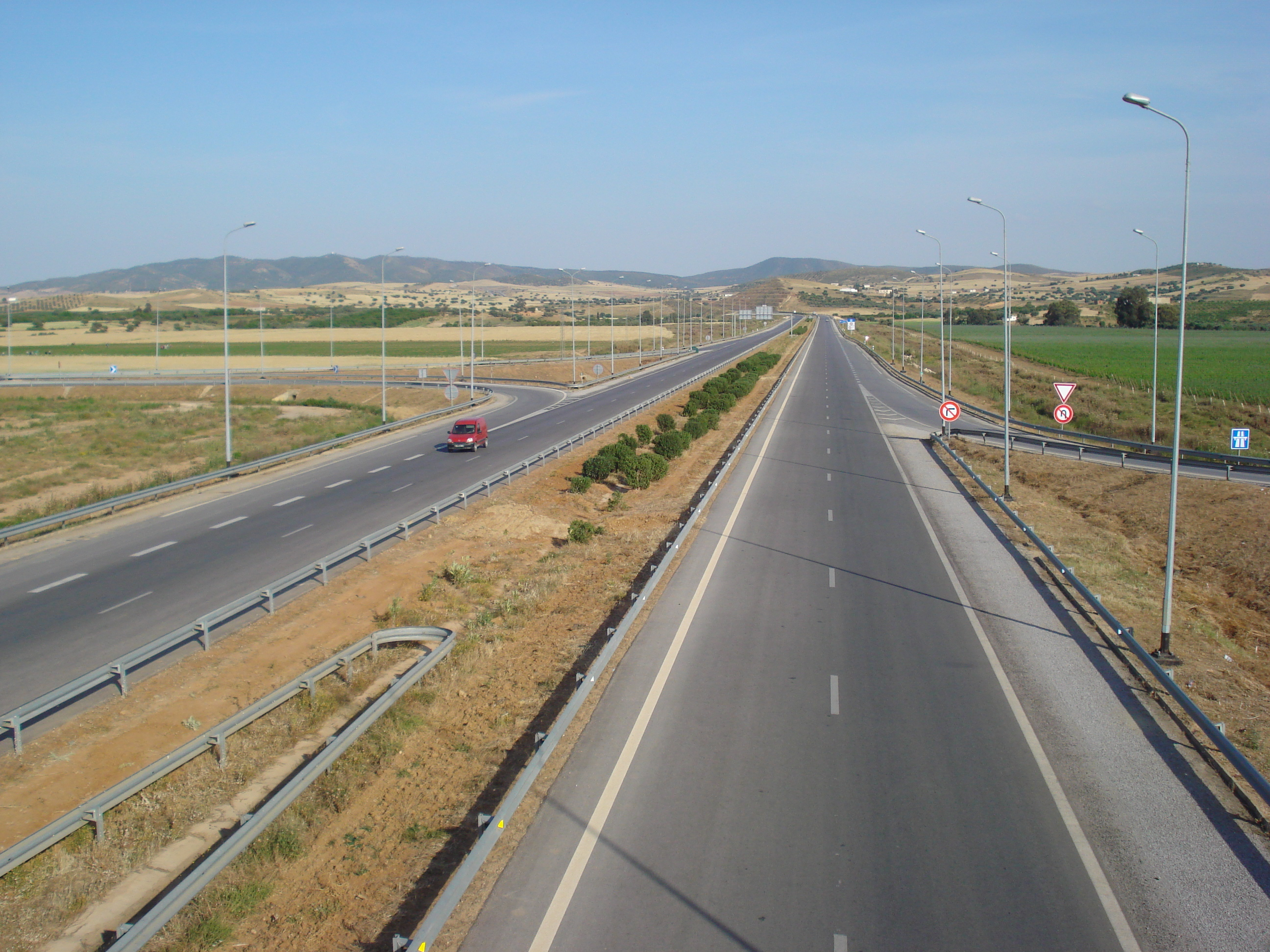
A4-es autópálya, Tunisz-Beja

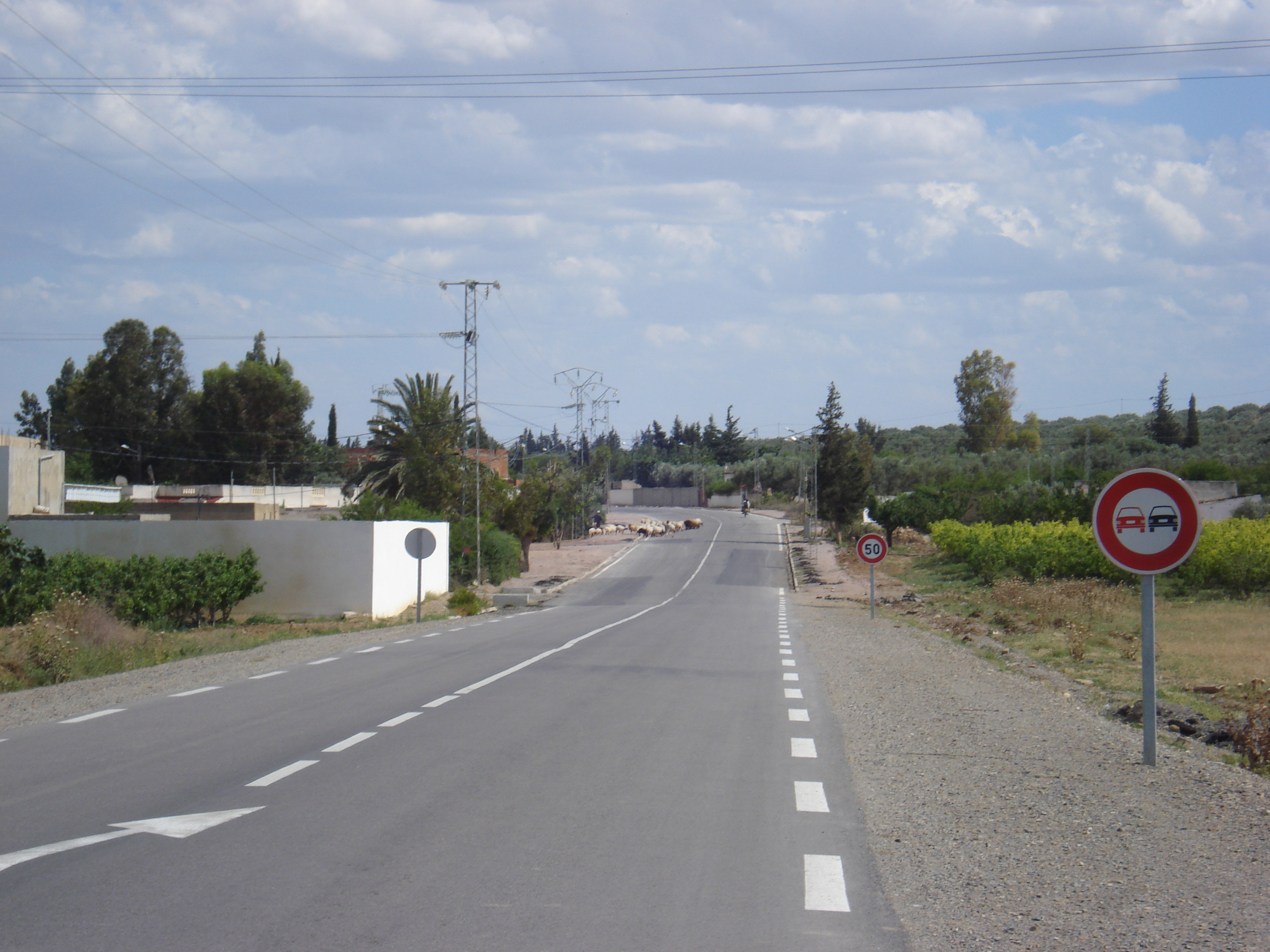
Vidéki út, Hathermine

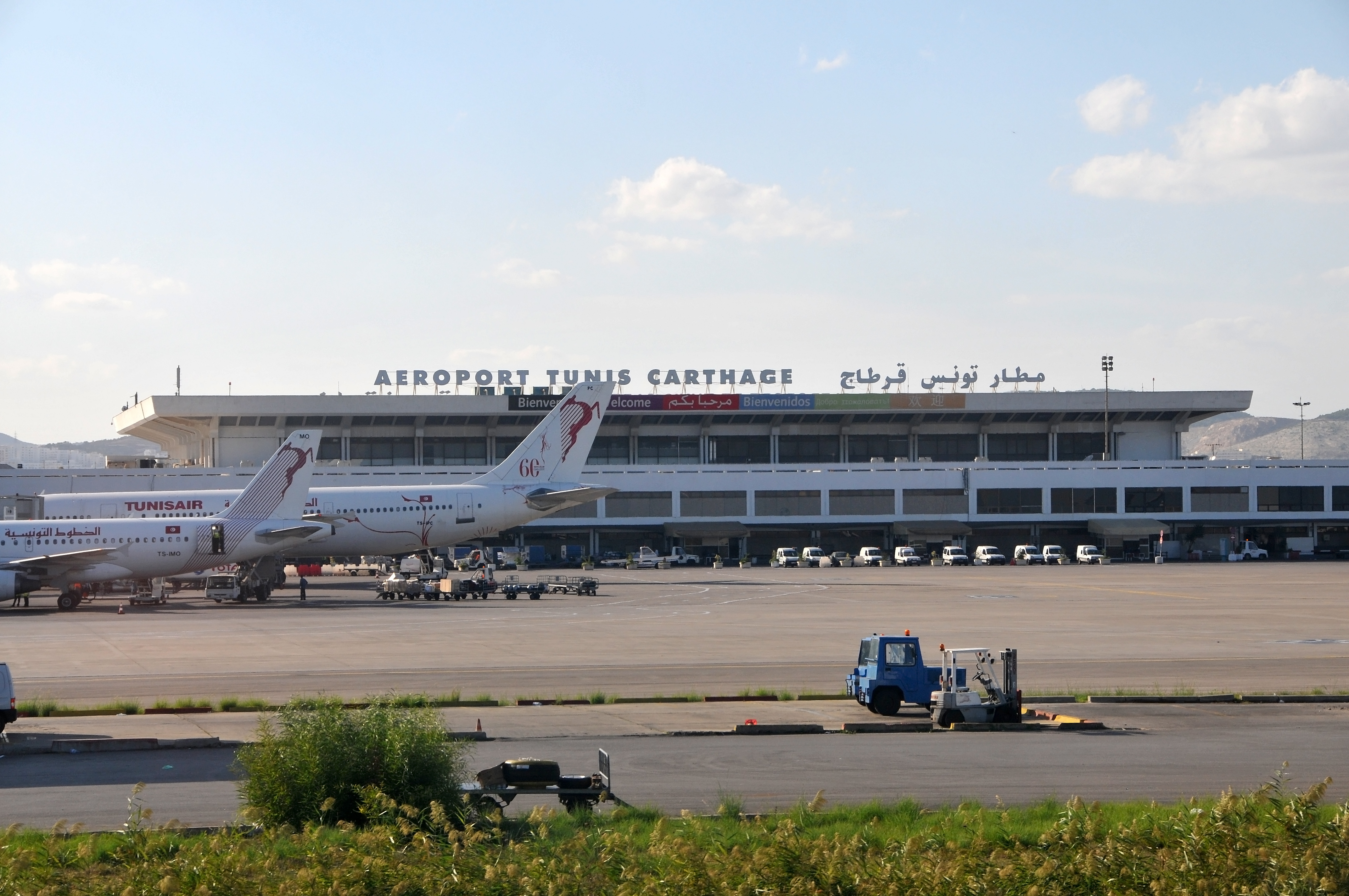
Tunisz nemzetközi repülőtere

### Közút
A tunéziai közlekedési hálózat központja a főváros, Tunisz. 2004-ben 18 997 km közúthálózat volt Tunéziában, amiből 12 310 km szilárd burkolatú volt. Az ország közúton megközelíthető Algériából, Marokkóból, Egyiptomból és Líbiából. A fontosabb városok között jó utak húzódnak.
Autópálya a főváros, Tunisz és Sousse között húzódik, továbbá ez folytatódni fog Sfaxig.

### Vasút
Tunéziában összesen 2152 km vasútvonal van; ebből 468 km normál nyomtávú (1435 mm-es), valamint 1674 km keskeny nyomtávú (1000 mm-es). Az ország vasúthálózata nem jelentékeny, inkább a magyar HÉV-hez hasonló jellegű. Vasúton Algériából és Marokkóból közelíthető meg Tunézia.
A vonalakat az SNFCT, a tunéziai vasúttársaság üzemelteti.

### Vízi
Az ország legfontosabb kikötője Tuniszban található. Ezen kívül fontos kikötővárosok: Bizerte, Gabès, La Goulette, Szfaksz, Szúsza és Dzsardzsísz.
A tunéziai kereskedelmi flotta 7 (legalább 1000 bruttó regisztertonnás) hajóból áll.

### Légi
Tunézia 30 repülőtérrel rendelkezik, melyek számos nemzetközi járatot is fogadnak. A legfontosabb a tuniszi Tunisz-Karthágó nemzetközi repülőtér, de fontosak Sfax, Houmt Essouk, Monastir, Touzeur és Tabarka repterei is. A nemzeti légitársaság a TunisAir.

### Egyéb
Tunézia egy kiterjedt vezetékrendszerrel rendelkezik: az országban 3059 km földgázvezeték, 1203 km olajvezeték és 345 km finomított szénhidrogén vezeték húzódik.

## Telekommunikáció
| Hívójel prefix | TS, 3V |
| ITU zóna       | 37     |
| CQ zóna        | 33     |

## Kultúra
Az Encyclopédie 360 azt írja, hogy Tunézia "nem fejlesztett ki igazán sajátos művészetet", hanem "különböző erős hatások jellemzik".
A régió a civilizációk találkozásának középpontjában állt, és kultúrája tükrözi a pun, arab, török, afrikai, európai és muszlim hatások nyomait, valamint az országot uraló egymást követő dinasztiák befolyását. Az arab hódítással, különösen az Aglabidák dinasztiájának uralkodása alatt Kairuán neves szellemi központtá vált, amely sok tudóst vonzott.

### Kulturális intézmények

#### Kulturális világörökség
Tunéziában az UNESCO a következő helyszíneket nyilvánította kulturális világörökséggé:
- Tunisz medinája - hagyományos óváros Tunisz városban;
- Karthágó romjai - az ókori főváros maradványai;
- Az el-Dzsemi amfiteátrum a rómaiak jelenlétének emléke;
- Kerkaván pun városa és nekropolisza (temetője);
- Szúsza medinája (óvárosa);
- Kairuán;
- Dugga.

### Művészetek
Az alloucha, az ország leghíresebb, kiváló minőségű szőnyege Kairuánban készül.

#### Zene, tánc
A helyi zenében gyakran arab, andalúz és török ritmusok hallhatók.
A tunéziai tánc az egyiptomihoz hasonlít, de minden régiónak megvan a maga "stílusa", ezért nehéz tunéziai táncról beszélni.

#### Építészet
Az arabok az iszlám építészetére jellemző épületeket emeltek. A 16. századi török hódítás során a mecseteket, – például a tuniszi Sidi Mahrez mecsetet, – a konstantinápolyi stílushoz hasonló módon építették, bár a zaviják általában megőrizték az észak-afrikai stílust Kairuánban.
A francia protektorátus is rányomta bélyegét a helyi építészetre egy új városi stílus hozzáadásával, amely a Tunisz régi medinája melletti új városterv építészetében látható.
Tunisz medinája az UNESCO világörökség része, és az iszlám építészet tipikus példája. A Bizerte és Ghar El Melh kikötők közötti területeken a korábban Andalúziából menekülő mórok által alapított településeket a katolikus uralkodók visszahódították, és inkább keresztény befolyásuk van.
Tekintettel a tunéziai városok kozmopolita jellegére, megőrizték a stílusok sokféleségét és egymás mellettiségét.
Számos történelmi építménye közül a legjelentősebb a 8. századi, tuniszi Al-Zaytūnah mecset, a valamivel régebbi kairuáni ʿUqbah ibn Nāfiʿ nagymecset, valamint Karthágó ősi városának maradványai.
Délen Gafsza, Tozeur és Nefta oázisvárosai, valamint Matmáta kszarjai és barlanglakásai sajátosak a sivatag vagy félsivatag barátságtalan klímájára való reagálásukként.

### Hagyományok, szokások
Általánosságban elmondható, hogy bár a tunéziaiak liberálisabbnak és toleránsabbnak tartják magukat, mint szomszédaik (Algéria, Líbia) – a legtöbb városi nő például nyugati ruhákba öltözik, és nem fedi be a fejét, és (bár ezt egyes tunéziai muszlimok nem tartják megfelelőnek) helyben készített borokat és szeszes italokat fogyasztanak – továbbra is megőrzik erős iszlám identitásukat. Új kulturális hatásokat szívnak magukba külföldről, miközben ragaszkodnak saját értékeik fenntartásához, ugyanakkor éberen figyelik a nyugati hatások életmódjukra gyakorolt hatását. Még a nyugati életmódot átvevő tunéziaiak is ragaszkodnak bizonyos hagyományos értékekhez; ezek között a legfontosabb a család, mint a társadalmi élet központja.
- Az iszlám vallási helyek meglátogatásakor a térdeket és a vállakat mindig fedni kell.[40]
- Az esküvők több napon át zajlanak.[41]

### Gasztronómia
A főzési technika megőrzött elemeket az ősi pun és berber konyháról. Az idők során ötvöződtek a tunéziai konyhán itáliai, andalúz, török, szicíliai, francia és arab hatások is. Nagyon fontos szerep jut az olívaolajnak, a fűszereknek, a paradicsomnak, a tenger gyümölcseinek és a húsnak.
Az ételek erősen fűszeresek, az egyik legnépszerűbb fűszerkeverék a harissa, amely őrölt erőspaprikából, fokhagymából, köményből és egyéb fűszeradalékokból áll, s gyakori alapanyag mártásokhoz.

## Sport
Tunézia két fontos sportja a labdarúgás és a kézilabda.
Fontosabb egyesületek: Espérance Sportive de Tunis, Club Africain, Étoile sportive du Sahel, Club sportif Sfaxien.
Kézilabda terén a férfiak 2005-ben a 4. legjobbak lettek a világon.

### Labdarúgás
2004-ben az ország rendezte az afrikai kupát, amelyen aranyérmes lett.

## Ünnepek

### Hivatalos ünnepek
| dátum (gregorián naptár) | név                           | helyi név           | megjegyzés                                                                     |
| ------------------------ | ----------------------------- | ------------------- | ------------------------------------------------------------------------------ |
| Jan 1.                   | Újév                          | رأس العام           |                                                                                |
| Jan 14.                  | A Forradalom és Ifjúság Napja | عيد الثورة و الشباب | Zine el-Abidine Ben Ali elnök hatalmának megdöntése a forradalom idején (2011) |
| Márc 20.                 | A függetlenség napja          | عيد الإستقلال       | 1956                                                                           |
| Ápr 9.                   | A mártírok napja              | عيد الشهداء         | A nacionalista tüntetések elnyomása francia csapatok által (1938)              |
| Máj 1.                   | A munka ünnepe                | عيد الشغل           |                                                                                |
| Júl 25.                  | A köztársaság napja           | عيد الجمهورية       | Köztársaság kikiáltása (1957)                                                  |
| Aug 13.                  | Nőnap és a családok napja     | عيد المرأة          |                                                                                |
| Okt. 15.                 | Kivonulás ünnepe              | عيد الجلاء          | Az utolsó francia csapatok távozása Bizertéről (1963)                          |

| dátum (iszlám naptár) | Név                            | Helyi név                    | Megjegyzés                       |
| --------------------- | ------------------------------ | ---------------------------- | -------------------------------- |
| Muharram 1.           | Rasz el-Am el-Hidzsri          | رأس العام الهجري             | Újév                             |
| Rabí al-Avval 12.     | Maulid                         | المولد النبوي                | Mohamed születésének évfordulója |
| Savvál 1.             | Aid el-Fitr vagy Aïd el-Saghir | العيد الصغير vagy عيد الفطر  | Ramadán hónapjának vége          |
| Dzú l-Hiddzsat 10.    | Aid al-Adha vagy Aïd el-Kebir  | العيد الكبير vagy عيد الأضحى | Ábrahám áldozata                 |

### Fesztiválok
A tunéziai fesztiválok többsége nyáron zajlik.
Medina fesztivál
A Medina Fesztivált minden évben a ramadán szent hónapjában tartják. A szokásos vallási szertartásokon kívül ez a fesztivál zenei előadásokat is tartalmaz, utcai műsorokkal és középkori jelmezekbe öltözött emberekkel.
Karthágói Nemzetközi Fesztivál
Karthágó ókori római amfiteátrumában megrendezett fesztivál július közepén kezdődik és augusztusig tart.
Dzserbai Nemzetközi Ulysse Fesztivál
Ez a fesztivál júliusban kezdődik és augusztusig tart. A dzserbai Houmt Souk tele van helyi színészek, zenészek és képzőművészek előadásaival.
Hammamet nemzetközi fesztiválja
Hammamet éves nemzetközi fesztiválja a zene, a tánc és más előadóművészetek ünnepe. Július és augusztus között több mint egy hónapig több tucat jazz- és más zenésznek ad otthont a világ minden tájáról.
Tozeur Oasis Fesztivál
Dél-Tunézia legnagyobb kulturális fesztiválján tíz különböző ország előadói vesznek részt. November végén kezdődik és decemberig tart.